# Giải Mylius Bernocchi của Học viện Brera

Tác phẩm Sơ chế cây gai dầu của Francesco Filippini, đoạt giải Mylius năm 1890, hiện đang thuộc bộ sưu tập của Pinacoteca di Brera

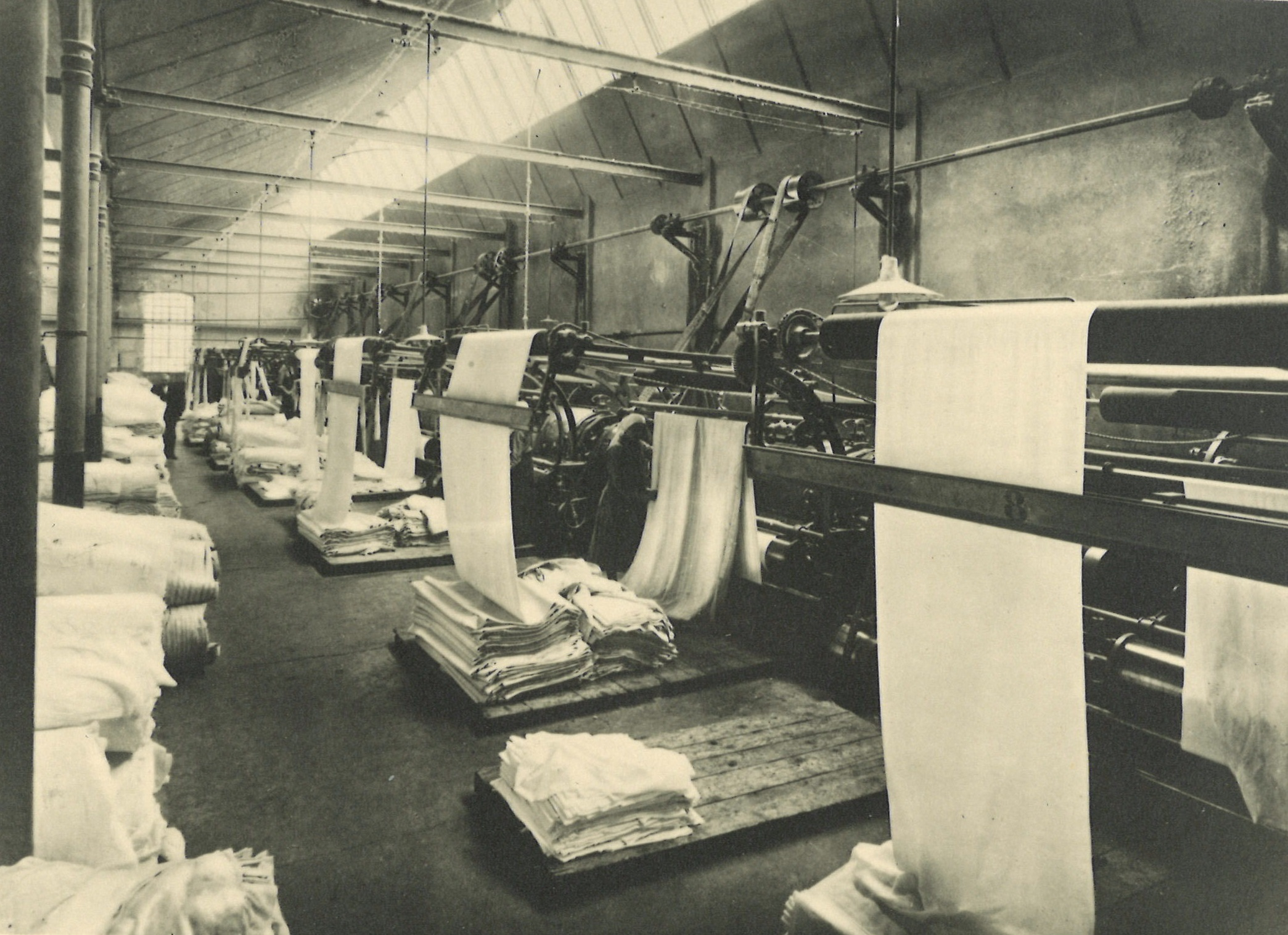
Dệt vải chiffon của nhà máy dệt thời trang Mylius-Bernocchi, tháng 4 năm 1920

Giải Mylius Bernocchi (tiếng Anh: Premio Mylius Bernocchi), đó là một cuộc thi nghệ thuật được tổ chức từ năm 1841 tại thành phố Milan.

## Lịch sử
Ban đầu nó được dự định bởi nhà kinh doanh dệt Áo Áo Heinrich Mylius của Frankfurt am Main, người sáng lập SIAM1838 hoặc Società d'incoraggiamento d'arti e mestieri của Milan chỉ mang tên ông, ban đầu ông muốn thúc đẩy sơn vẽ phong cảnh. Giải thưởng Mylius được phát triển trong Academy of Brera của Milan, trong số các giải thưởng hạng nhì của các quỹ tư nhân.
Giải thưởng đã được trao cho hai loại sơn: hàng năm là 700 lire của Áo cho các bức tranh sơn dầu, và một năm một lần 1000 lire của Áo cho fresco.
Những người tham gia bao gồm các nghệ sĩ như Baldassare Verazzi (người chiến thắng năm 1854), Silvio Poma (chiến thắng năm 1876), Giovanni Beltrami (chiến thắng năm 1884), Giuseppe Amisani, Francesco Valaperta, sinh viên của Francesco Hayez tại trường Accademia di Brera, Adriano Gajoni, Osvaldo Bignami, người sáng lập Gia đình Nghệ thuật (người chiến thắng), Angelo Trezzini, Francesco Valaperta, Lorenzo Gignous, Raffaele Casnedi, Donato Frisia (chiến thắng năm 1921).

## Liên kết
- Academia de Brera
- Antonio Bernocchi
- Bernocchi